# Hannah Ertel
Hannah Ertel (née le 5 août 1978 à Wurtzbourg) est une judoka allemande.

## Biographie
Hannah Ertel est championne d'Europe junior en 1995 et 1996. Elle rentre alors dans le niveau senior et participe aux Jeux olympiques d'été de 1996 à Atlanta, où elle termine 7e. La même année, elle, devient vice-championne du monde junior, prend la médaille de bronze aux Championnats d'Europe et remporte le Tournoi Grand Chelem de Moscou dans la catégorie -72 kg.
Après des blessures et une carrière d'entraîneuse à la Heinrich-Heine Sport-Eliteschule à Kaiserslautern, elle revient au niveau professionnel en 2012.

## Source, notes et références
1. ↑  (de) « Hannah Ertel », sur munzinger.de (consulté le 24 avril 2023).
2. ↑  « hhg-kl.de/sport/judo.html »(Archive.org • Wikiwix • Archive.is • Google • Que faire ?).
3. ↑  (de) « Hannah Ertel is back! », sur hhg-topjudo.de via Internet Archive (consulté le 13 octobre 2023).

- (de) Cet article est partiellement ou en totalité issu de l’article de Wikipédia en allemand intitulé « Hannah Ertel » (voir la liste des auteurs).